# Yannick Alléno
 (février 2024).
Il peut être nécessaire de l'améliorer pour respecter le principe de neutralité de point de vue. Veuillez consulter la page de discussion pour plus de détails.

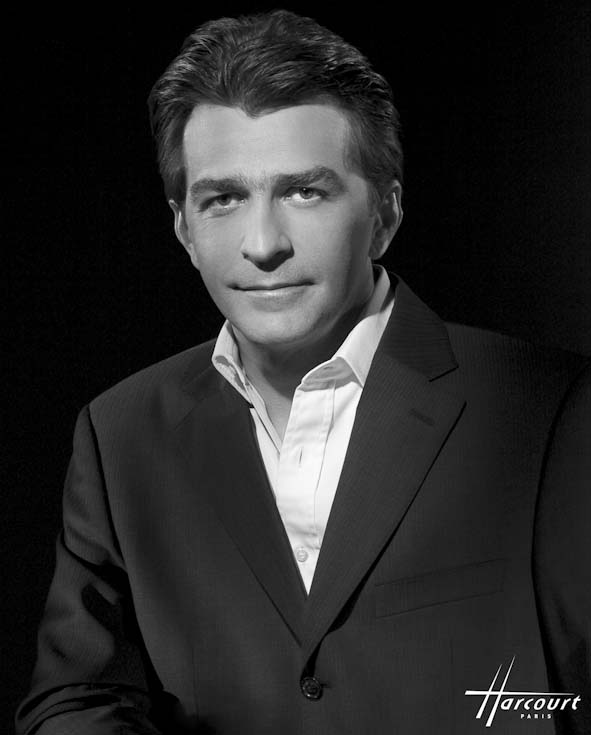
Yannick Alléno en 2008 (photo studio Harcourt).

Yannick Alléno, né le 16 décembre 1968 à Puteaux (Hauts-de-Seine), est un chef cuisinier français, trois étoiles au Guide Michelin depuis 2007 et dirigeant du groupe hôtelier Yannick Alléno.

## Biographie

### Enfance et formation
Yannick Alléno naît  le 16 décembre 1968 à Puteaux (Hauts-de-Seine) dans une famille de bistrotiers. Dès son plus jeune âge, il se passionne pour la cuisine. Il explique qu’à l’époque où il faisait ses devoirs avec sa mère : « Je n’étais pas dans ses jupons mais dans ses casseroles. » Il est élevé entre Rueil-Malmaison et Suresnes, dans des bistrots que ses parents dirigeaient. Entre septembre 1984 et juin 1986, il suit une formation en BEP de cuisine au lycée Santos-Dumont de Saint-Cloud. Il termine premier de sa promotion, puis devient apprenti en pâtisserie en 1986 à l'hôtel Lutetia[réf. nécessaire] à Paris.
Il poursuit sa formation à l'hôtel Royal Monceau (1987, commis), à l'hôtel Sofitel de Sèvres (1990, demi-chef puis chef de partie), à l'hôtel Le Meurice (1992, chef de partie), au restaurant Drouant (1994, chef adjoint), avant de devenir en 1999 chef de cuisine à l'hôtel Scribe.

### Carrière professionnelle
En 2003, il prend la tête du restaurant de l'hôtel Le Meurice, à la tête d’une brigade de 74 personnes.
En 2004, le Guide Michelin lui attribue sa 2e étoile, et en 2007, à 40 ans, sa 3e étoile. Il est élu chef de l'année en 2008.
En 2008, il fonde son groupe de restauration,, : le Groupe Yannick Alléno, qui a vocation à diffuser des concepts et des produits signés en France et sur le plan international dans le domaine de la restauration de luxe. Cette année-là, sous contrat avec LVMH, il prend les rênes de la restauration du palace Cheval Blanc à Courchevel, doublement étoilé au Guide Michelin en 2010 et triplement étoilé en 2017. Il s'installe ensuite au Royal Mansour à Marrakech, fin 2010 à Dubaï dans le prestigieux One&Only The Palm et dans le très réputé Shangri-La à Pékin avec l'ouverture d'un STAY by Yannick Alléno. En novembre 2011, il s'installe dans la Taipei 101 de Taipei (Taïwan) avec un restaurant baptisé STAY et un salon de thé baptisé Sweet Tea[réf. nécessaire].
En janvier 2011, il fonde un magazine de cuisine, YAM (pour Yannick Alléno Magazine, le magazine des chefs), aux éditions Laymon.
Le 10 mars 2012, il ouvre le Terroir Parisien, son premier bistrot dans le 5e arrondissement de Paris : hommage au terroir d'Île-de-France où il a grandi, au fil des bistrots qu’ont tenus ses parents dans les différentes villes de banlieues parisiennes, Yannick Alléno crée pour la première fois un lieu simple, véritable concrétisation d'un long travail de référencement des agriculteurs, des produits et des recettes d'Île-de-France, avec une carte accessible. En novembre 2013, il ouvre son second Terroir Parisien au Palais Brongniart dans le 2e arrondissement de Paris.
En décembre 2012, Yannick Alléno quitte le Meurice après dix ans aux commandes des cuisines du Palace ; il se consacre alors à divers projets de réflexion et de recherche culinaires, entre autres sur les sauces.
Le 1er juillet 2014, Yannick Alléno prend les commandes des cuisines du Pavillon Ledoyen au carré des Champs-Élysées dans le 8e arrondissement de Paris, où il obtient trois étoiles au Guide Michelin en 2015 et est élu cuisinier de l'année 2015 par Gault&Millau. Alain Ducasse lui succède.
En mars 2015, il ouvre STAY Paris à l'hôtel Sofitel Le Faubourg, son concept de restaurant urbain inspiré du voyage.
Fin 2015, il fait partie des quatre grands chefs cuisiniers à officier pour les chefs d'État du monde entier qui participent à la COP21 à Paris. Il est nommé cuisinier de l'année par le Gault & Millau et par le Andrews Harpers, en 2015.
Il décroche, en février 2017, trois étoiles au Guide Michelin pour son restaurant Le 1947 situé à Courchevel. Ce faisant, il entre dans le cercle très restreint des chefs cumulant deux fois trois étoiles, après Eugénie Brazier, Alain Ducasse, Marc Veyrat, Thomas Keller et Joël Robuchon.
Ainsi que l'indique Le Monde dans le cadre de l'enquête OpenLux, Yannick Alléno a eu recours à l'optimisation fiscale en utilisant pendant dix ans une société offshore sans activité réelle, domiciliée au Luxembourg, un paradis fiscal. Celle-ci touchait les redevances relatives aux marques possédées par le chef cuisinier et, détournant de son but le régime fiscal luxembourgeois très favorable pour les revenus propriété intellectuelle (Patent Box), obtenait une réduction d'imposition significative. Yannick Alléno a cessé de recourir à ce système après que l'administration fiscale française y a vu un procédé abusif.
Le jeudi 16 décembre 2021, Yannick Alléno ouvre une boutique de chocolat à Paris. Son but étant de produire du chocolat dix fois moins sucrés que les chocolats traditionnels.
À la rentrée 2022, il reprend le restaurant Prunier, 16 avenue Victor-Hugo (Paris) avec une carte basée essentiellement sur des produits de la mer et où le caviar est prédominant.
En septembre 2023, il cuisine le plat principal du dîner servi au château de Versailles à Charles III lors de sa première visite d'État en France en tant que souverain.

### Vie privée
Il a été le compagnon de la chanteuse Patricia Kaas. Le 18 décembre 2015, il épouse la sculptrice Laurence Bonnel. Il est père de deux fils, dont l'un, tué en mai 2022 par un chauffard à Paris.

#### Engagements
Le 8 mai 2022, dans le 7e arrondissement de Paris, son fils Antoine âgé de 24 ans, est percuté sur son scooter par Franky D., qui roulait ivre et sans permis de conduire à 120 km/h à bord d'une voiture volée. Le 28 novembre 2024, le chauffard, connu des services de police et recherché en raison d'une peine de prison qu'il n'avait pas effectuée, est condamné à sept ans de prison.
Le samedi 14 mai 2022, le chef étoilé Yannick Alléno annonce sur son compte Instagram la création de l'association « Antoine Alléno » qui, à la suite des circonstances du décès de son fils, aura pour but de « soutenir les victimes des multirécidivistes ». Il milite pour la reconnaissance d'un délit d'homicide routier. Le 6 octobre 2022, l'allée du Beau-Passage à Paris, où Antoine Alléno tenait un restaurant, devient l'allée de Beaupassage-Antoine-Alléno.
Le 20 mai 2025, la veille de la publication du livre-enquête Violences en cuisine, une omerta à la française, de la journaliste Nora Bouazzouni, il fait partie du collectif de chefs qui lance l'opération « Cuisines ouvertes » et signe un manifeste censé présenter au public les « mesures concrètes qui favorisent la qualité de vie au travail ».

## Conditions de travail et accusations de violences
En mars 2015, une enquête de France Info relaie les violences que Yannick Alléno infligerait à son personnel au Pavillon Ledoyen, où sont évoquées des conditions de travail « dignes du XIXe siècle », une amplitude horaire intenable, une absence de pauses pour s'alimenter, des pressions et des agressions physiques,,,,. Cette affaire, et celles de même nature concernant dans la même période Frédéric Anton au Pré Catelan et Joël Robuchon à La Grande Maison à Bordeaux, déclenche un débat sur les conditions de travail dans le métier,,.
Yannick Alléno conteste l'enquête publiée par France Info et décide d'attaquer la publication pour diffamation. Un conseil de prud'hommes reconnaît la réalité des violences dans le conflit qui oppose un des salariés à Yannick Alléno,. En 2019, Yannick Alléno et la SAS Carré des Champs Élysées-Pavillon Ledoyen se désistent dans le procès pour diffamation qu'ils ont intenté, entraînant l'extinction de l'action publique.
En 2024, il reçoit le prix du Chef mentor lors de la cérémonie du Guide Michelin 2024.

## Établissements
Cette section ne s'appuie pas, ou pas assez, sur des sources secondaires ou tertiaires indépendantes du sujet. Le texte peut contenir des analyses inexactes ou inédites de sources primaires.
Pour l'améliorer, ajoutez-en, ou placez des modèles {{Source secondaire souhaitée}} ou {{Source secondaire nécessaire}} sur les passages mal sourcés. (avril 2024)
- Pavillon Ledoyen - Carré des Champs-Élysées, Paris :
  - Alléno Paris (2014) : 3 étoiles au Guide Michelin
  - L'Abysse Paris (2018) avec Katsutoshi Tomizawa : 2 étoiles au Guide Michelin, restaurant japonais[42]
  - Pavyllon (2019) : 1 étoile au Guide Michelin
- Hôtel Cheval Blanc - Courchevel :
  - 1947 : 3 étoiles au Guide Michelin depuis 2017
  - Le restaurant de Cheval Blanc : restaurant de station
  - Le Grill du Jardin Alpin : restaurant de grillades
- Pavyllon Monte-Carlo à l'Hôtel Hermitage (2022) : 1 étoile au Guide Michelin
- Pavyllon Londres au Four Seasons Hotel at Park Lane (2023) : 1 étoile au Guide Michelin
- La Table de Pavie à l'hôtel de Pavie, Saint-Émilion : 2 étoiles au Guide Michelin
- Père & Fils par Alléno (2018) : restaurant de burgers gastronomiques
- Prunier Restaurant par Alléno - Paris (2022) : restaurant de caviar et de fruits de mer[43]
- One&Only The Palm - Dubaï : 
  - "STAY by Yannick Alléno" : 2 étoiles au Guide Michelin
  - ZEST : cuisine du monde
  - 101 Dining Lounge & Bar : restaurant de poissons et fruits de mer
- Signiel Seoul - Lotte World Tower 79F - République de Corée
  - STAY, Modern Restaurant by Yannick Alléno, 1 étoile au Guide Michelin depuis 2019
- Louis Vuitton Lounge by Yannick Alléno (2023), aéroport de Doha
- Alléno & Rivoire : chocolaterie fondée en 2021 avec son ancien chef pâtissier du Pavillon Ledoyen, Aurélien Rivoire. Deux boutiques à Paris dans les 6ème et 7ème arrondissements, ainsi qu'un corner aux Galeries Lafayette Le Gourmet.
- L'izakaya Dassai Yannick Alléno, Allée de Beaupassage-Antoine-Alléno, Paris : Izakaya/restaurant, ouvert en remplacement du restaurant de burgers tenu par son fils Antoine[44].

## Prix et récompenses
Cette section ne s'appuie pas, ou pas assez, sur des sources secondaires ou tertiaires indépendantes du sujet. Le texte peut contenir des analyses inexactes ou inédites de sources primaires.
Pour l'améliorer, ajoutez-en, ou placez des modèles {{Source secondaire souhaitée}} ou {{Source secondaire nécessaire}} sur les passages mal sourcés. (mai 2024)
- 1994 : 1re place du prix international Auguste Escoffier[45], Nice
- 1995 : 1re place du prix international Paul Louis Meissonnier, Avignon
- 1998 : Champion de France de cuisine artistique
- 1999 : Vice-champion du monde de cuisine (Bocuse d'argent) du Trophée Paul Bocuse[46], Lyon
- 1999 : Maître cuisinier de France
- 1999 : Secrétaire général de l'Académie des lauréats du Bocuse d'or
- 2006 : Prix Villégiature Award du Meilleur restaurant d'hôtel en Europe pour l'hôtel Meurice à Paris
- 2007 : Trois étoiles Michelin pour Le Meurice
- 2008 : Chef de l'année
- 2014 : Cuisinier de l'année 2015 du Gault et Millau[47]
- 2016 : Le restaurant Alléno Paris - Pavillon Ledoyen fait partie des 100 meilleurs restaurants au monde selon The World's 50 Best Restaurants[48]
- 2024: Prix du Mentor Michelin 2024 Le Point Michelin 2024[49]

## Distinctions
- 2001 :  Chevalier de l'ordre du Mérite agricole
- 2007 :  Chevalier de l'ordre national du Mérite
- 2007 :  Chevalier de l'ordre des Arts et des Lettres
- 2007 : 3 étoiles au Guide Michelin pour le Pavillon Ledoyen à Paris
- 2017 : 3 étoiles au Guide Michelin pour le restaurant "Le 1947" à Courchevel
- 2018 :  Chevalier de la Légion d'honneur
- 2020 : 2 étoiles au Guide Michelin pour le restaurant L'Abysse et 1 étoile pour le restaurant Le Pavyllon, situés dans la même enceinte que le pavillon Ledoyen à Paris

## Publications
- 2006 : Quatre saisons à la table N5 du Meurice, Yannick Alléno et Kazuko Masui, éditions Glénat[50]
- 2009 : 101 créations, Yannick Alléno et Kazuko Masui, éditions Glénat - Prix spécial du jury 2010 Pierre-Christian Taittinger - Antonin Carême[51]
- 2009 : Le Carnet des tapas des montagnes, Yannick Alléno, éditions Glénat
- 2010 : Terroir parisien, Yannick Alléno, photos de Jean-François Mallet, éditions Laymon - Prix La Mazille Beau Livre 2010[52]
- 2011 : Bien déjeuner dans ma boîte, tome 1, éditions Laymon
- 2011 : Lancement de YAM, le magazine des chefs
- 2012 : Bien déjeuner dans ma boîte, tome 2, éditions Laymon
- 2013 : Lancement de Ma Cuisine française, éditions Laymon
- 2014 : Sauces, réflexions d'un cuisinier, éditions Hachette
- 2014 : Bien déjeuner dans ma boîte, tome 3, éditions Laymon
- 2014 : Bien dîner en rentrant du boulot, éditions Hachette Pratique
- 2015 : Ma cuisine de bistrot, éditions Hachette Pratique
- 2016 : Terroirs, réflexions d'un cuisinier, éditions Hachette Pratique
- 2022 : L'Abysse, éditions Glénat
- 2023 : Ferments, réflexions d'un cuisinier, éditions Hachette Pratique
- 2023 : Prunier par Alléno, une grande maison d'avant-garde, éditions Glénat